# ماکسیم بیلی (بازیکن فوتبال، زاده ۱۹۹۰)
ماکسیم بیلی (اوکراینی: Максим Ігорович Білий؛ زادهٔ ۲۱ ژوئن ۱۹۹۰) بازیکن فوتبال اهل اوکراین است.
از باشگاه‌هایی که در آن بازی کرده‌است می‌توان به باشگاه فوتبال هایدوک اسپلیت، باشگاه فوتبال آنژی مخاچ‌قلعه، باشگاه فوتبال شاختار دونتسک، باشگاه فوتبال استال آلچفسک، و باشگاه فوتبال زوریا لوهانسک اشاره کرد.
وی همچنین در تیم‌های ملی فوتبال Ukraine national under-16 football team, Ukraine national under-17 football team, Ukraine national under-18 football team, Ukraine national under-19 football team، و زیر ۲۱ سال اوکراین بازی کرده‌است.